# Ramón Cáceres

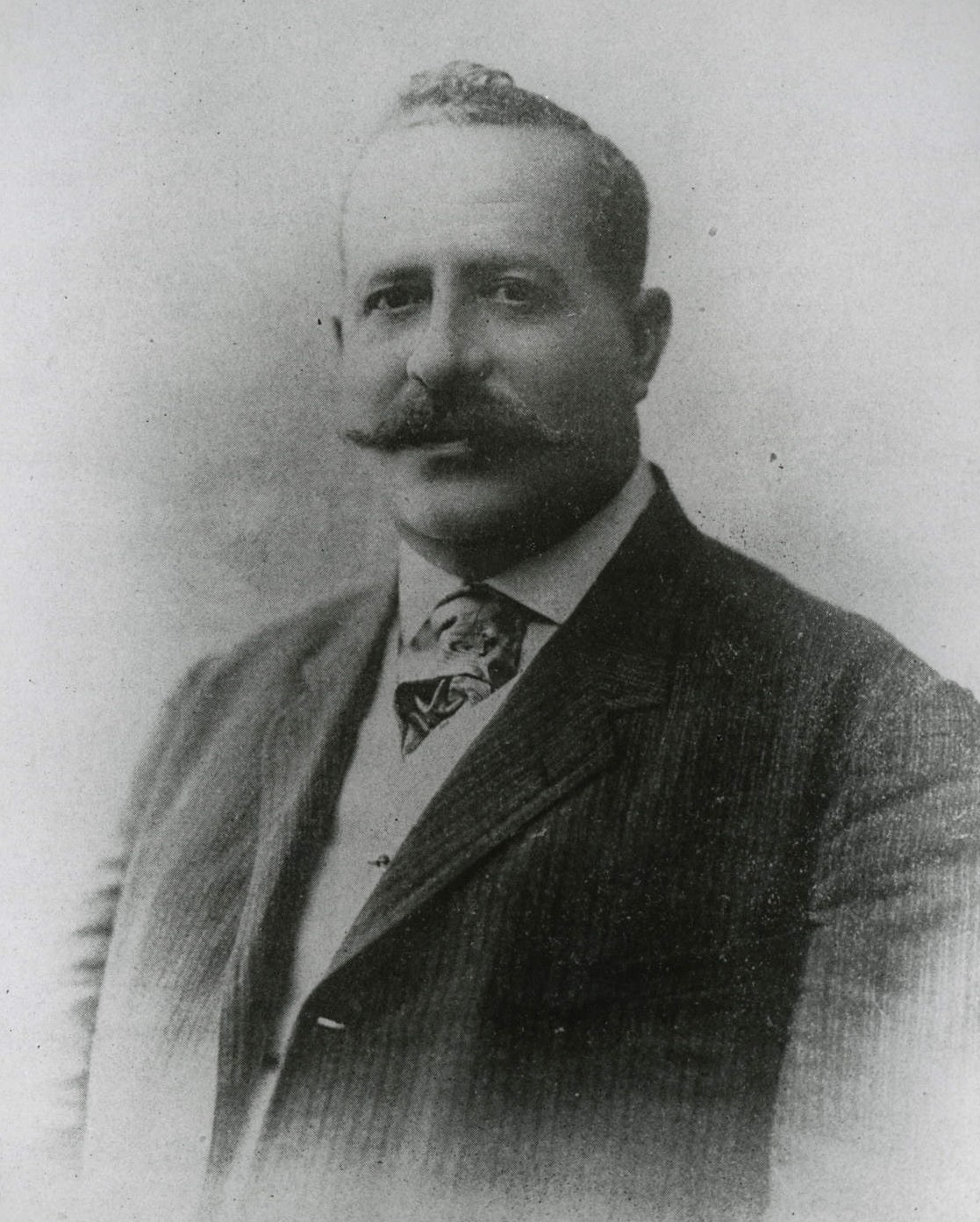

Ramón Arturo Cáceres Vásquez (15 de dezembro de 1866, Moca, República Dominicana - 19 de novembro de 1911, Santo Domingo) foi o 31º presidente da República Dominicana (1906-1911). Atuando como vice-presidente sob Carlos Felipe Morales, Cáceres assumiu o cargo em 1906. Foi assassinado em 1911, emboscado por rebeldes e morto em seu carro.
Cáceres foi líder de Los Coludos, também chamado de Partido Vermelho.
Sua morte foi seguida por uma desordem geral e, em última instância, pela ocupação estadunidense da República Dominicana em 1916.